# Тионетский уезд
Тионе́тский уезд — административная единица в Тифлисской губернии Российской империи. Административный центр — село Тионети.

## География

### Географическое положение
Тионетский уезд занимал северо-восточную часть Тифлисской губернии; граничил на востоке с Телавским, на западе — с Душетским, на юге — с Тифлисским уездами Тифлисской губернии, на севере — с Терской областью.

### Рельеф
Всё пространство уезда занимали горы и возвышенности, самая нижняя часть — долина Иори на юго-востоке; она составляла здесь границу с Телавским уездом, на севере границей служил Главный Кавказский хребет.

## История
В 1846 году в состав вновь образованной Тифлисской губернии вошёл Тушино-Пшаво-Хевсурский округ, в 1859 году округ переименован в Тионетский, в 1874 году Тионетский округ преобразован в Тионетский уезд.
В 1918 году уезд вместе с Тифлисской губернией вошёл в состав Грузинской Демократической Республики.

## Население
По данным первой всеобщей переписи населения 1897 года население уезда составляло 34 153 чел. (16 431 мужчина и 17 722 женщины). Грамотных — 2425 или 7,1 %).
Согласно ЭСБЕ население уезда в 1901 году составляло 36 478 чел.

#### Национальный состав
| Год  | Всего, чел. | Грузины          | Грузины          | Грузины          | Грузины          | Чеченцы        | Великорусы (русские), белорусы | Армяне       | Кистинцы     | Осетины      | Персы       | Турки       | Аваро-андийские народы | Греки      | Татары (азербайджанцы) | Французы    | Поляки      | Евреи       |
| ---- | ----------- | ---------------- | ---------------- | ---------------- | ---------------- | -------------- | ------------------------------ | ------------ | ------------ | ------------ | ----------- | ----------- | ---------------------- | ---------- | ---------------------- | ----------- | ----------- | ----------- |
| 1897 | 34 153      | 30 302 (88,72 %) | 30 302 (88,72 %) | 30 302 (88,72 %) | 30 302 (88,72 %) | 2 113 (6,19 %) | 638 (1,87 %)                   | 538 (1,58 %) | 284 (0,83 %) | 227 (0,66 %) | 24 (0,07 %) | 10 (0,03 %) | 6 (0,02 %)             | 5 (0,01 %) | 3 (0,01 %)             | 1 (<0,01 %) | 1 (<0,01 %) | 1 (<0,01 %) |
| 1901 | 36 478      | Грузины          | Пшавы            | Хевсуры          | Тушины           | 2 189 (6,0 %)  | ---                            | 182 (0,5 %)  | ---          | ---          | ---         | ---         | ---                    | ---        | ---                    | ---         | ---         | ---         |
| 1901 | 36 478      | 14 409 (39,5 %)  | 7 660 (21,0 %)   | 5 836 (16,0 %)   | 16 201 (17,0 %)  | 2 189 (6,0 %)  | ---                            | 182 (0,5 %)  | ---          | ---          | ---         | ---         | ---                    | ---        | ---                    | ---         | ---         | ---         |

## Административное деление
В 1913 году в состав уезда входило 32 сельских правлений:
| - Ардатское — с. Ардати, - Артанское — с. Артани, - Ахиельское — с. Ахиели, - Ахметское — с. Ахмети, - Барсахойское — с. Барисахо, - Бахтрионское — с. Бахтриони, - Бацалигское — с. Бацалиго, - Бочормское — с. Бочорма, - Гульское — с. Гули, - Дартлонское — с. Дартло, - Джварбосельское — с. Джварбосели, | - Джокольское — с. Джокола, - Илуртское — с. Илурта, - Индуртское — с. Индурта, - Магарас-Карское — с. Магарас-Кари, - Маитское — с. Того (Маисти), - Марилисское — с. Марилиси, - Накалакарское-Земо — с. Накалакари-Земо, - Нацихварское — с. Нацихвари, - Омало-Прчинское-Кистинское — с. Омало-Кистинское, - Омало-Тушинское — с. Омало-Тушинское, - Паремское — с. Парема, | - Рошское — с. Рошка, - Сагиртское — с. Сагирта, - Сакараульское — с. Сакарауло, - Сакдрионское — с. Сакдриони, - Саханойское — с. Сахано, - Телатсопельское — с. Телатсопели, - Тионетское — с. Тионети, - Тионетское-Земо — с. Тионети-Земо, - Шатильское — с. Шатили, - Шуапхинское — с. Шуапхо. |